# Peter Haenger
Peter Haenger (* 1960) ist ein Schweizer Historiker.

## Leben
Peter Haenger studierte Geschichte, Soziologie und Ethnologie an der Universität Basel. Seine Lizentiatsarbeit schrieb er 1989 über Die Basler Mission im Spannungsbereich afrikanischer Integrationsversuche und europäischer Kolonialpolitik (unveröffentlicht). 1996 promovierte er in Basel mit einer Arbeit über die Sklaverei und die Sklavenemanzipation in Westafrika. Er arbeitete als Lehrer am Gymnasium in Muttenz und ist als freier Historiker tätig.
Seine Forschungsschwerpunkte liegen in der Kolonialgeschichte Afrikas und in Sozial- und Wirtschaftsgeschichte Basels im 19. und 20. Jahrhundert.

## Schriften (Auswahl)
- Sklaverei und Sklavenemanzipation an der Goldküste. Ein Beitrag zum Verständnis von sozialen Abhängigkeitsbeziehungen in Westafrika. Helbing & Lichtenhahn, Basel 1997 (Dissertation, Universität Basel, 1996).
  - Englische Übersetzung: Slaves and slave holders on the Gold Coast. Towards an understanding of social bondage in West Africa. Edited by J. J. Shaffer and Paul E. Lovejoy. Introduction by Paul E. Lovejoy. Translated from the German by Christina Handford. Schlettwein, Basel 2000.
- Das Fleisch und die Metzger. Fleischkonsum und Metzgerhandwerk in Basel. Chronos, Zürich 2001 (unveränderte Neuauflage 2020)
- mit Niklaus Stettler und Robert Labhardt: Baumwolle, Sklaven und Kredite. Die Basler Welthandelsfirma Christoph Burckhardt & Cie. in revolutionärer Zeit (1789–1815). Merian, Basel 2004.
- Ärzte im 19. Jahrhundert. Von handwerklichen Chirurgen und akademischen Medizinern. Im Auftrag E.E. Zunft zum Goldenen Stern. Merian, Basel 2010